# Mariä Himmelfahrt (Förnbach)

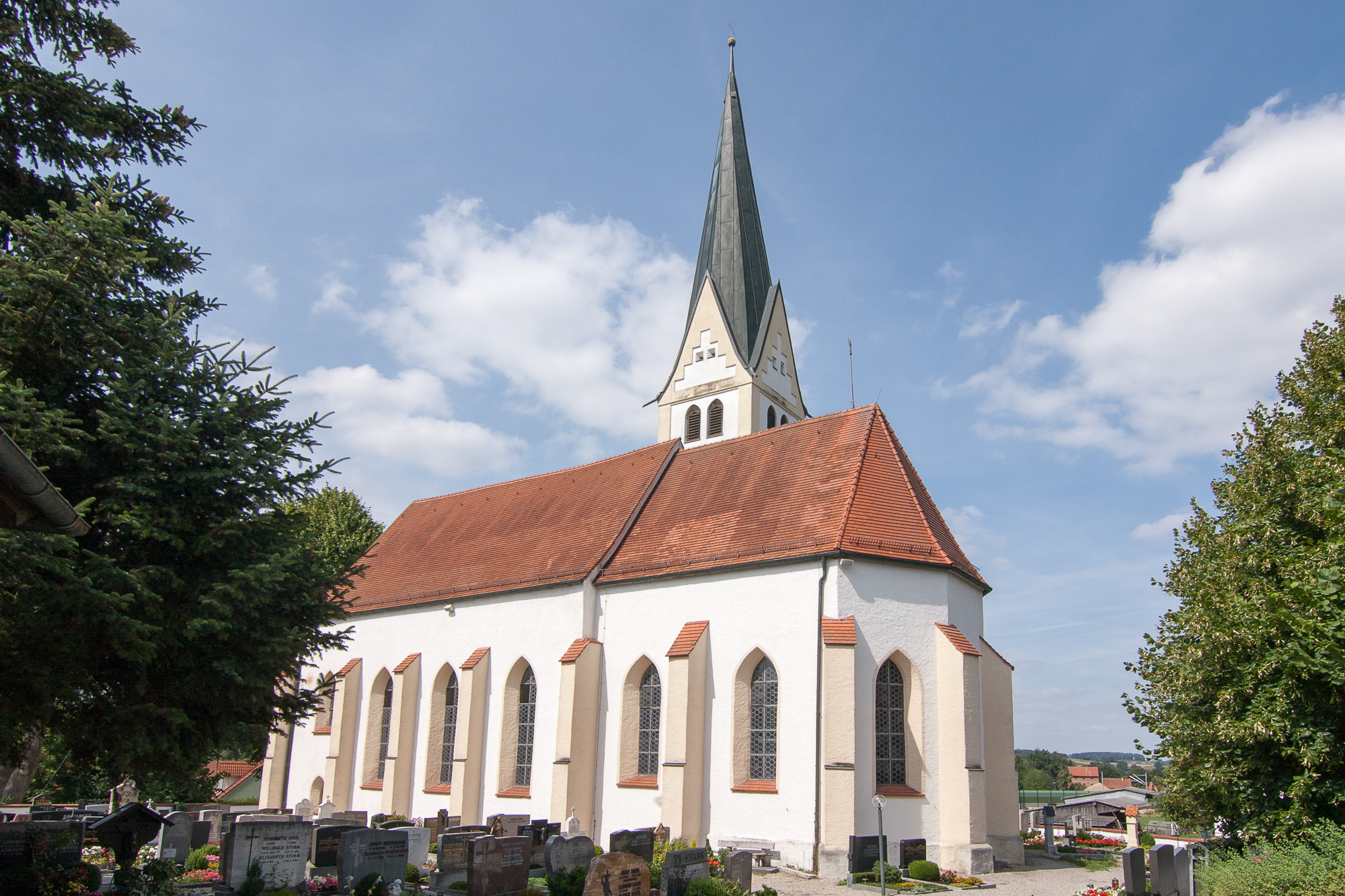
Mariä Himmelfahrt in Förnbach

Die römisch-katholische Pfarrkirche Mariä Himmelfahrt steht in Förnbach, einem Gemeindeteil der oberbayerischen Kreisstadt Pfaffenhofen an der Ilm. Das Bauwerk ist in der Liste der Baudenkmäler in Pfaffenhofen an der Ilm als Baudenkmal unter der Nr. D-1-86-143-85 eingetragen. Das Patrozinium der Kirche wird am 15. August (Mariä Himmelfahrt) gefeiert. Die Kirche gehört zum Dekanat Freising im Erzbistum München und Freising.

## Beschreibung
Die gotische Saalkirche wurde in der Mitte des 15. Jahrhunderts erbaut. Sie besteht aus dem Langhaus mit vier Jochen, dem eingezogenen, dreiseitig geschlossenen Chor mit zwei Jochen im Osten, deren Südwände beide durch Strebepfeiler gestützt werden, und dem mit Lisenen und Bogenfriesen verzierten Kirchturm an der Nordwand des Langhauses neben dem Chor. Der Turm wurde in der zweiten Hälfte des 19. Jahrhunderts um ein Geschoss aufgestockt, das hinter den als Biforien gestalteten Klangarkaden den Glockenstuhl enthält, und mit einem zwischen Giebeln aufsteigendem achtseitigem Spitzhelm bedeckt. Im 17. Jahrhundert wurde an der Nordwand des Chors die Sakristei angebaut. 
Der Innenraum des Langhauses ist mit einem Tonnengewölbe überspannt, der des Chors mit einem Netzgewölbe. Die Brüstung der oberen Empore ist mit den Evangelisten bemalt, die der unteren mit den zwölf Aposteln. Auf dem Altarretabel des um 1876 von der Mayer’schen Hofkunstanstalt errichteten neugotischen Hochaltars wurde Maria mit einem Skapulier dargestellt. Die Orgel wurde 1864 von Max Maerz gebaut.